# Samuele Dalla Bona
Samuele Dalla Bona est un footballeur italien né le 6 février 1981 à San Donà di Piave, dans la province de Venise en Vénétie. Il joue au poste de milieu de terrain.

## Carrière
- 1996 - 1998 :  Atalanta Bergame
- 1998 - 2002 :  Chelsea
- 2002 - 2006 :  Milan AC
  - 2003 - 2004 :  Bologne FC (prêt)
  - 2004 - 2005 :  US Lecce (prêt)
  - 2005 - 2006 :  Samporia de Gênes (prêt)
- 2006- 2010 :  SSC Naples[1],[2]
  - 2009-jan. 2010 :  Iraklis Thessalonique (prêt)
  - fév. 2010-2010 :  Hellas Vérone (prêt)
- 2010-2011 :  Atalanta
- 2011-2012 :  Mantoue